# Van Jones
Pour les articles homonymes, voir Jones.
Anthony Kapel Jones, dit Van Jones, né le 20 septembre 1968 à Jackson (Tennessee), est un défenseur de l'environnement, militant des droits civiques et avocat américain. Il est notamment conseiller du président sous l'administration Obama au sein du Conseil sur la qualité environnementale du Bureau exécutif en 2009 et apparaît régulièrement comme commentateur sur CNN.

## Biographie
Van Jones apparaît dans le film documentaire How to Let Go of the World (and Love All the Things Climate Can't Change) (2016) de Josh Fox et dans le téléfilm Life-Size 2: A Christmas Eve (2018) de Steven Tsuchida.
Il est également l'initiateur de l'émission de télévision The Redemption Project with Van Jones sur CNN. Il s'agit d'un programme dans lequel Jones permet à des personnes victimes de crimes de s'entretenir à la télévision. Des rencontres sont organisées en vue de mettre en contact ces personnes avec les auteurs des crimes, qui sont généralement en détention dans des prisons d'État américaines.

## Distinctions
En 1998, Van Jones remporte le Prix Reebok des droits de l'homme.